# Rico Lebrun

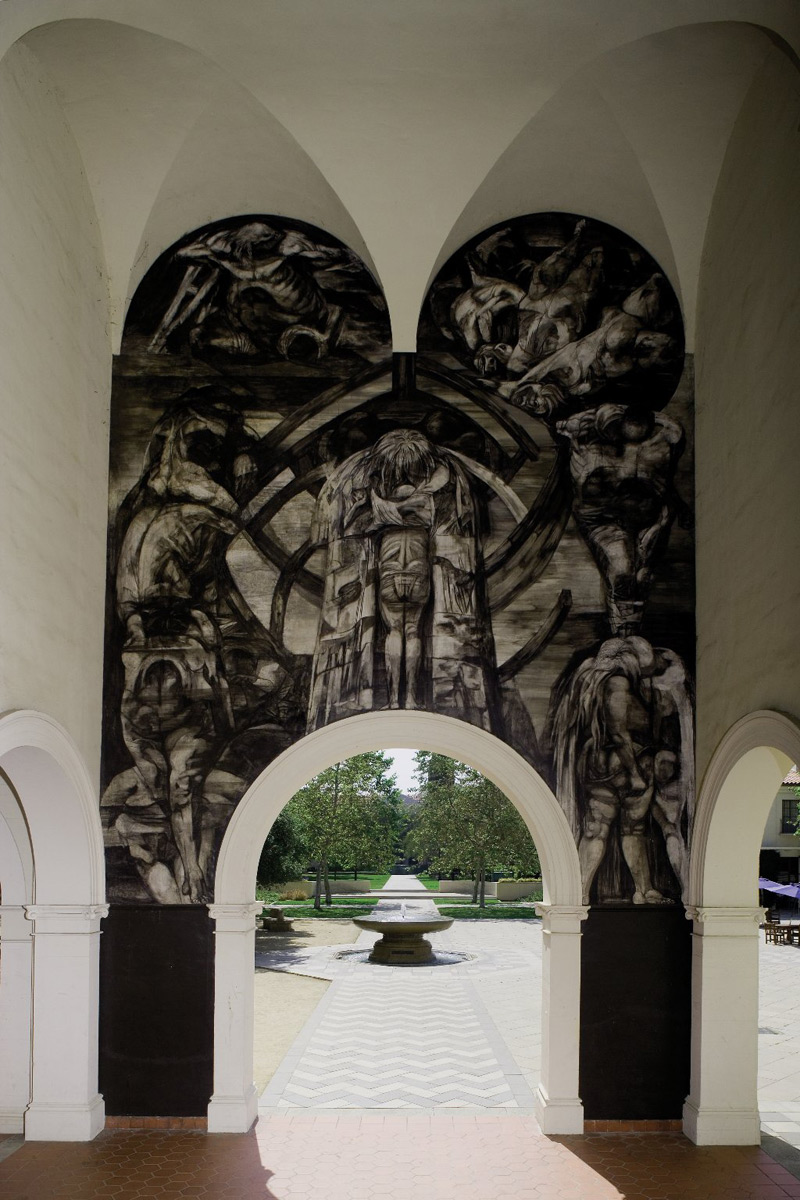
Das Wandgemälde Genesis von Rico Lebrun über einem Torbogen in der Frary Dining Hall des Pomona College

Frederico (Rico) Lebrun (* 10. Dezember 1900 in Neapel, Italien; † 9. Mai 1964 in Malibu, Kalifornien) war ein italienisch-amerikanischer Maler und Bildhauer, bekannt für seine expressionistischen Werke und monumentalen Wandmalereien.

## Leben
Federico Lebrun wurde 1900 in Neapel geboren. Während des Ersten Weltkriegs diente er zwei Jahre in der italienischen Armee. Anschließend studierte er Bankwirtschaft und Journalismus, bevor er von 1919 bis 1921 Kunst an der Accademia di Belle Arti di Napoli studierte. Danach ging er nach Florenz, um sich in Wandmalerei ausbilden zu lassen und absolvierte eine praktische Ausbildung in einer Glasmalereiwerkstatt.
Rico Lebrun emigrierte 1924 in die Vereinigten Staaten, wo er in Springfield, Illinois, Glasfenster entwarf. Im folgenden Jahr ließ sich der Künstler in New York nieder, wo er eine erfolgreiche Praxis als Modeillustrator und Werbegrafiker aufbaute. Um 1930 war Rico Lebrun wohlhabend, aber unzufrieden. Er gab sein Geschäft auf und widmete sich der bildenden Kunst. Nachdem er 1938 nach Südkalifornien gezogen war, unterrichtete Rico Lebrun am Chouinard Art Institute und später in den Disney-Studios, wo er mit Trickfilmzeichnern an der Figur des Bambi arbeitete. 1935 erhielt er ein Guggenheim-Stipendium für sein erstes Wandmalerei-Projekt. 1942 nahm er an der Ausstellung „Americans 1942“ im Museum of Modern Art in New York teil. Seine Werke wurden in Gruppenausstellungen im Whitney Museum of American Art in New York und im Metropolitan Museum of Art gezeigt.
1947 wurde Rico Lebrun als Professor an das neu gegründete Jepson Art Institute in Los Angeles berufen. Er war ein charismatischer und beliebter Lehrer, der oft vor vollem Auditorium unterrichtete. Zwischen 1947 und 1950, als sein Stil immer abstrakter und gestischer wurde, arbeitete Lebrun auch an seinem ehrgeizigen Kreuzigungszyklus, der sich heute in der Sammlung der Syracuse University befindet. Gegen Ende des Jahrzehnts hatte sich Lebrun an der Westküste sowohl als Künstler als auch als Lehrer einen beachtlichen Ruf erworben.
1952 verließ Rico Lebrun Südkalifornien und ging nach Mexiko, wo er am Institut von San Miguel de Allende unterrichtete. Nachdem er dort kurzzeitig mit formaler Abstraktion experimentiert hatte, kehrte Lebrun 1954 nach Los Angeles zurück und nahm sein früheres Interesse an der menschlichen Figur wieder auf, indem er eine Serie von Zeichnungen und Gemälden zum Gedenken an die Opfer des Holocaust begann. 1958 lehrte Lebrun in Yale und war im folgenden Jahr Artist in Residence in Rom. Als er 1960 nach Südkalifornien zurückkehrte, begann er mit der Arbeit an dem Wandgemälde Genesis in der Frary Dining Hall des Pomona College. Das Werk stellt die Leiden der Menschheit im Buch Genesis dar und befindet sich am Südeingang der Halle. Nach der Einweihung des Wandgemäldes 1961 arbeitete Rico Lebrun in kleinerem Maßstab und fertigte Zeichnungen und Radierungen zu Dantes Inferno an. Rico Lebrun erkrankt 1963 an Krebs und stirbt am 9. Mai des folgenden Jahres in seinem Haus in Malibu.

## Werk
Seine formale künstlerische Ausbildung bestand aus dem Besuch einer technischen Schule und nächtlichen Kunstkursen, dem Studium alter Meister in Museen und der Assistenz bei Freskenmalern. Da Neapel von der Mitte des 16. bis zum Ende des 18. Jahrhunderts fast ununterbrochen unter spanischer Herrschaft stand, wurde er sowohl von der italienischen als auch von der spanischen Kunst stark beeinflusst. Seine Bewunderung für die Freskentradition, seine Vorliebe für anspruchsvolle, großformatige Themen und der barocke Schwung seines Stils spiegeln das Erbe der italienischen Kunst wider, während seine große Ernsthaftigkeit und eine gewisse Beschäftigung mit Tragödie und Tod auf den Einfluss Spaniens zurückzuführen sind. Neben dem immer noch starken Einfluss Michelangelos blieb er zeitlebens mit der Kunst Goyas und Picassos verbunden.

## Sammlungen
Lebruns Werke sind in zahlreichen öffentlichen Sammlungen vertreten, darunter:
- Museum of Modern Art, New York
- Los Angeles County Museum of Art
- Metropolitan Museum of Art, New York
- Whitney Museum of American Art
- The Jewish Museum, New York
- North Carolina Museum of Art
- Benton Museum of Art
- Santa Barbara Museum of Art
- Vincent Price Museum of Art
- Harvard Art Museum